# Barraca XXI (Aiguamúrcia)
La Barraca XXI és una obra d'Aiguamúrcia (Alt Camp) inclosa a l'Inventari del Patrimoni Arquitectònic de Catalunya.

## Descripció
És una barraca de planta rectangular associada al marge per la seva dreta. Cornisa horitzontal amb la darrera filada al rastell. Coberta de pedruscall. Orientació ESE. El portal està capçat amb una llinda i dos prolongats arcs de descàrrega. La seva planta interior és més aviat circular, amb un diàmetre de 2'600m. Com a elements funcionals veurem una menjadora i un cocó. Aquesta estança interior està coberta amb una falsa cúpula tapada amb una llosa, la alçada màxima és de 2'67m.